# Barbara (Italië)
Barbara is een gemeente in de Italiaanse provincie Ancona (regio Marche) en telt 1484 inwoners (31-12-2004). De oppervlakte bedraagt 10,8 km², de bevolkingsdichtheid is 137 inwoners per km².

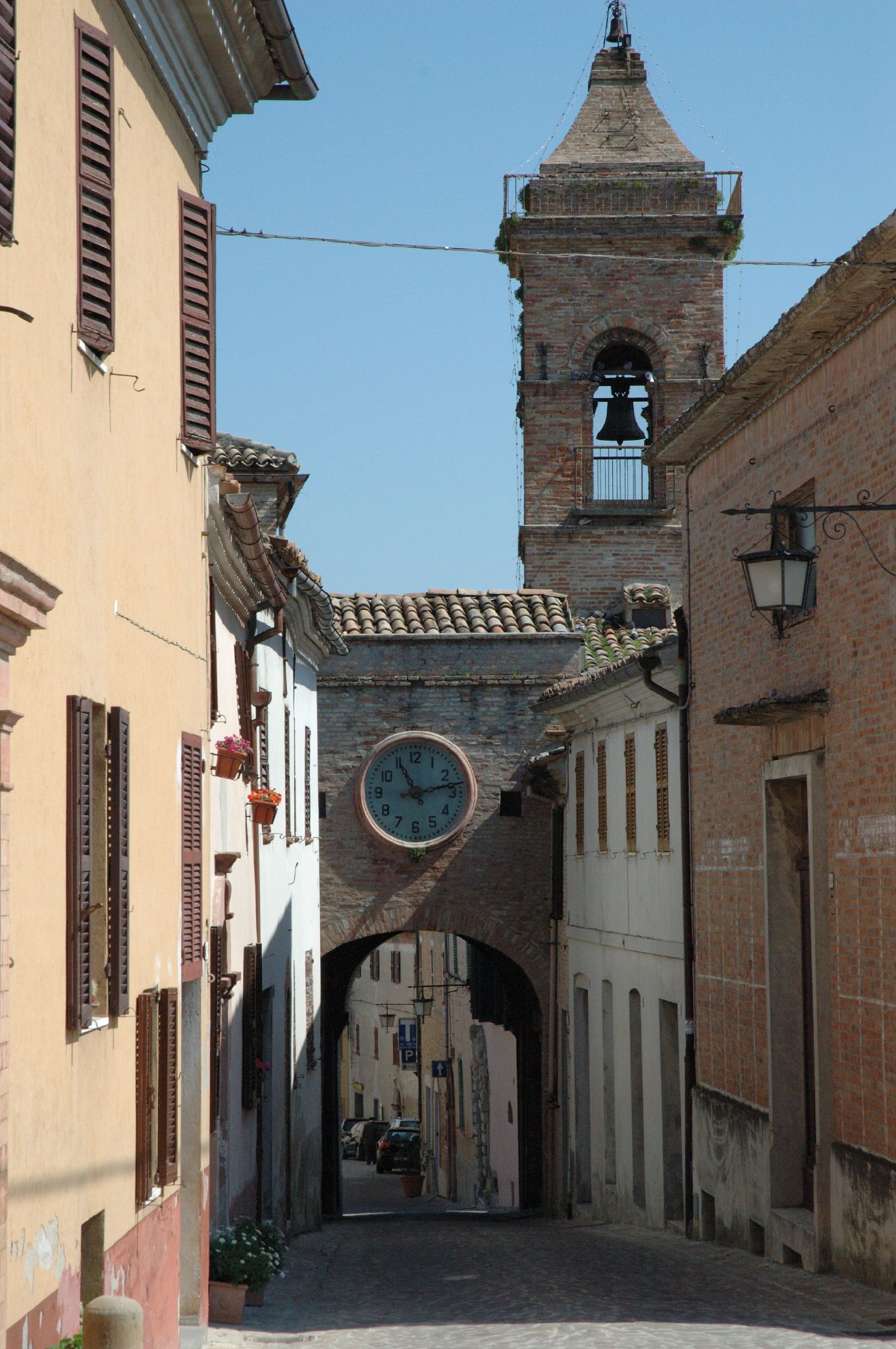
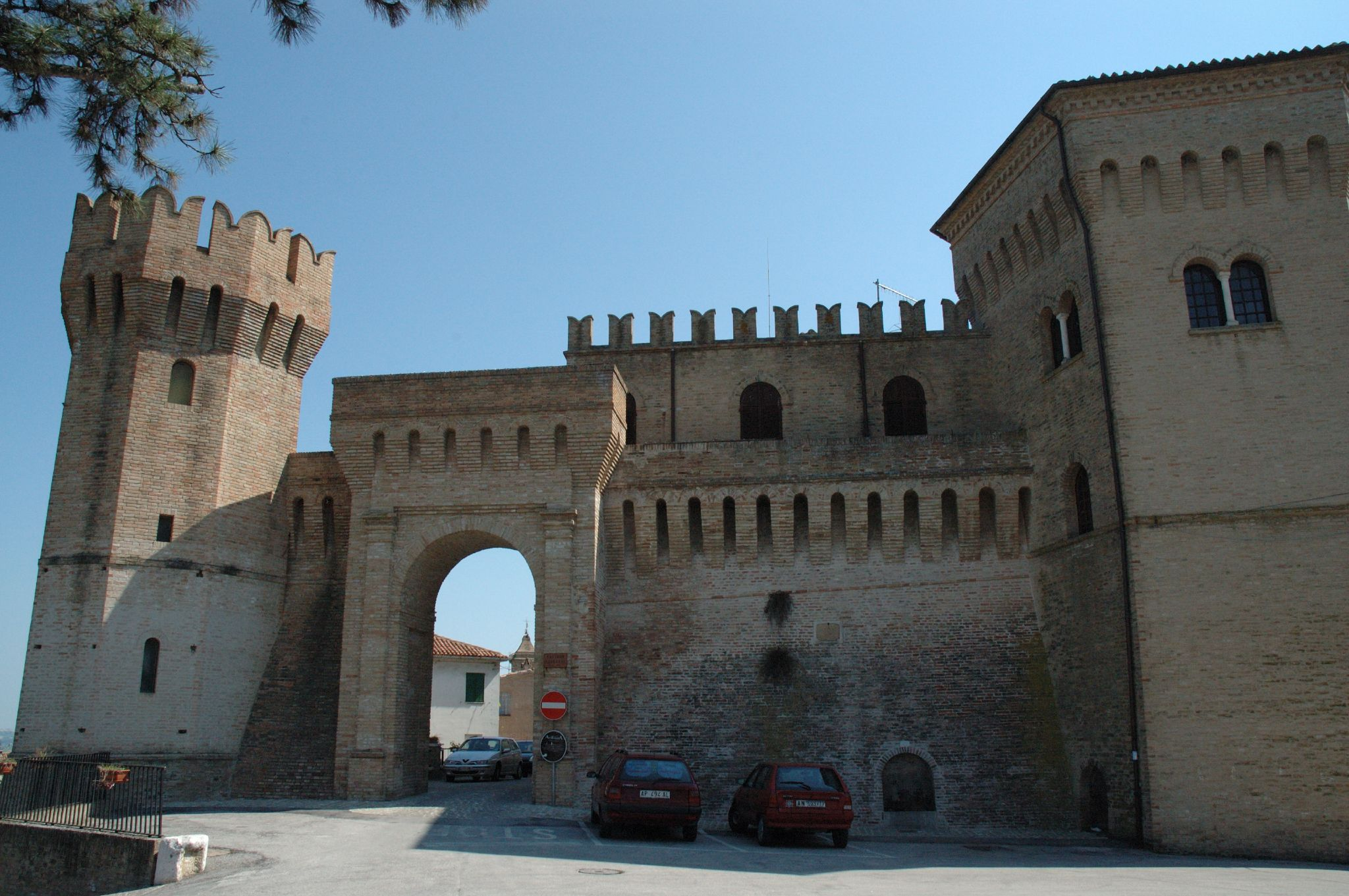

## Demografie
Barbara telt ongeveer 559 huishoudens. Het aantal inwoners daalde in de periode 1991-2001 met 2,9% volgens cijfers uit de tienjaarlijkse volkstellingen van ISTAT.
| Jaar | Inwoneraantal |
| ---- | ------------- |
| 1991 | 1498          |
| 2001 | 1455          |

## Geografie
De gemeente ligt op ongeveer 219 m boven zeeniveau.
Barbara grenst aan de volgende gemeenten: Arcevia, Castelleone di Suasa, Corinaldo, Ostra Vetere, Serra de' Conti.